# Символ
Символ (от гръцки: σύμβoλoν) е знак, рисунка, която представя в съкратен вид същността или значението на даден предмет, събитие или идея. За символ се приема всеки условен писмен, графичен знак, означаващ някаква величина. Във всекидневния език думата „символ“ обобщено означава „предмет, слово или действие, които условно означават някакво понятие, идея“.
Например кръстът е символ на Христос и християнството, а везната е символ на законност и справедливост. Елементите в периодичната таблица на Менделеев са представени със символи, така както и пътните знаци.

## Произход и значение
В Древна Гърция като σύμβoλoν /sýmbolon/ са се означавали двете счупени части на един и същи предмет, и думата буквално означава да съединиш. В днешно време символът се използва, за да създаде аналогично съответствие между два елемента. Това съответствие може да бъде алегорично, метафорично, кодово или във формата на емблема.

## Символи в науката

### Математика
Таблица на математически символи представя повечето от символите използвани в математиката, с които се означават различни операции и функции.

### Физика
Физиката използва много гръцки и латински букви, които символизират определено понятие или единици за измерване. Така например {\displaystyle m} се използва за означаване на маса, λ за означаване дължина на вълната, {\displaystyle c_{p}} и {\displaystyle c_{v}} съответно за специфична топлина при постоянно налягане и постоянен обем.

### Химия
Всички химични елементи имат свой символ (виж Периодична система на елементите), който е приет в цял свят.

### Електротехника
В електротехниката съществуват специални символи за резистор, кондензатор, бобина, транзистор и другите елементи в електрическите схеми. Така например, знакът за резистор в Европа е , а в Америка .

### Биология и медицина
В биологията, медицината, и фармакологията се използват много символи като едни от най-известните са тези за означаване на мъжки и женски пол (от планетарните символи на Марс и Венера).

### Поетика
В реториката и литературната поетика символът се определя значително по-сложно – като троп (словесен обрат), който характеризира художествения образ в неговото осмислено изразяване на художествената идея, неотделимо от образната му структура (за разлика от алегорията), с неизчерпаема многозначност (метафоричност) на съдържанието си и съотнесеност с други образи (паралелизъм).

## Религиозни символи
- Кръст
- Полумесец
- Звезда на Давид
- Ин-ян
- Колелото на Дхарма
- Пентаграм